# Moissieu-sur-Dolon
Moissieu-sur-Dolon település Franciaországban, Isère megyében. Lakosainak száma 721 fő (2022. január 1.). Moissieu-sur-Dolon Bellegarde-Poussieu, Montseveroux, Pact, Primarette és Revel-Tourdan községekkel határos.

## Népesség
A település népességének változása:
| Lakosok száma | 372  | 407  | 481  | 675  | 699  | 695  | 707  | 738  | 737  | 721  |
|               | 1968 | 1982 | 1990 | 2006 | 2013 | 2015 | 2017 | 2019 | 2020 | 2022 |